# Пейшото Корреа, Флориано
Флориано Пейшото Корреа (порт.-браз. Floriano Peixoto Correa; 14 мая 1903, Итапесерика (Минас-Жерайс) — 19 сентября или 31 мая 1938, Оран) — бразильский футболист, игравший на позиции нападающего.

## Карьера
Флориано родился в Итапесерике на ферме Каска в семье Франсиско Антунеса Корреа и Марии ду Карму Динис Корреа. Отец был почитателем маршала Флориану Пейшоту и назвал сына в его честь. Флориано занимался одновременно боксом и футболом, пока одним ударом не выбил два зуба однокласснику. В 1916 году он стал учиться в военном училище в Барбасене. Там же он продолжал играть за детские команды «Майринк» и «Пайсанду». В 1919 году Флориано переехал в Порту-Алегри, где намеревался продолжить обучение в местном военном колледже. Его желание закончилось неудачей, из-за того, что в 1920 году умерли его родители. Он был вынужден играть в клубе «Жувенил» из Кашиас-ду-Сул. В 1924 году он начал футбольную карьеру в клубе «Порту-Алегри». Затем он перешёл в «Гремио», где выступал два года. Оттуда футболист ушёл во «Флуминенсе». Дебютной игрой стал матч с «Бангу», в которой его команде победила 6:5. В первый же год форвард стал чемпионом штата. В 1927 году Флориано обвинил партнёров по команде и сотрудников клуба в том, что они «сдали» предпоследний матч чемпионата штата, завершившийся вничью и позволивший «Фламенго» за тур до финиша занять первое место в турнирной таблице. Футболист рассказал в интервью «Rio Esportivo», что его товарищи жили в нищете и этот результат позволил им заработать. В результате, 27 октября 1927 года Флориано был выгнан из команды и перешёл в «Америку», которой, по его словам, его экс-партнёры и «продали» игру. Два года спустя, уже сам игрок стал объектом недоверия: 24 ноября 1929 года в решающий встрече с клубом «Васко да Гама», в средине игры, Флориано неожиданно попросил замену, сообщив, что очень устал. Это было неоднозначно оценено болельщиками команды, обвинивших его в «продаже» игры сопернику.
Затем футболист играл за «Сан-Кристован» и «Барретос». В 1932 году Флориано стал игроком «Сантоса». В тот же период он написал книгу «Величие и Несчастье нашего футбола» (порт.-браз. Grandes e Misérias do nosso futebol) в соавторстве с журналистом Максом Валентином, где описал всё, что знал о сговорах и любых других неспортивных способах достижения результатов, практиковавшихся в бразильском футболе. В 1933 году Флориано перешёл в «Атлетико Минейро», где дебютировал 10 октября в матче с «Тупи» (3:1). 9 июня 1935 года он провёл последний матч за «Атлетико» против «Сидеруржики» (5:3). Всего за этот клуб он провёл 21 матч. Затем он вернулся в Рио-де-Жанейро, где заболел туберкулёзом. Для лечения он уехал сначала во Ниццу, а затем в Дакар и Марокко. В 1938 году он переехал в Оран, где и скончался 19 сентября.

## Международная статистика
| Матчи Флориано за сборную Бразилии | Матчи Флориано за сборную Бразилии | Матчи Флориано за сборную Бразилии | Матчи Флориано за сборную Бразилии | Матчи Флориано за сборную Бразилии | Матчи Флориано за сборную Бразилии | Матчи Флориано за сборную Бразилии |
| ---------------------------------- | ---------------------------------- | ---------------------------------- | ---------------------------------- | ---------------------------------- | ---------------------------------- | ---------------------------------- |
| №                                  | Дата                               | Место проведения                   | Оппонент                           | Счёт                               | Голы                               | Турнир                             |
| 1                                  | 11 ноября 1925                     | Сан-Паулу                          | Коринтианс                         | 1:1                                | —                                  | Товарищеский матч                  |
| 2                                  | 6 декабря 1925                     | Буэнос-Айрес                       | Парагвай                           | 5:2                                | —                                  | Чемпионат Южной Америки            |
| 3                                  | 13 декабря 1925                    | Буэнос-Айрес                       | Аргентина                          | 1:4                                | —                                  | Чемпионат Южной Америки            |
| 4                                  | 17 декабря 1925                    | Буэнос-Айрес                       | Парагвай                           | 3:1                                | —                                  | Чемпионат Южной Америки            |

## Достижения

### Как игрок
- Чемпион штата Рио-де-Жанейро: 1924, 1928

### Как тренер
- Чемпион штата Минас-Жерайс: 1936